# Gameplay émergent
 (mars 2021).
- Si vous ne connaissez pas le sujet, laissez ce bandeau (vous pouvez alors contacter les auteurs).
- Si vous supprimez le contenu mis en cause (vous pouvez préalablement contacter les auteurs),

argumentez précisément cette suppression dans la page de discussion
(un manque de référence n'est pas un argument ; une recherche réelle de référence doit avoir été effectuée, être formellement documentée).
« Gameplay émergent » est un terme qui se réfère, dans un jeu vidéo, à des situations complexes créées par l'interaction inattendue de mécaniques plus simples. Il s'agit donc de l'application du concept d'émergence au cas particulier des jeux vidéo.

## Histoire
Quand on parle de gameplay émergent, on cite souvent Deus Ex reconnu pour l'avoir perfectionné au début des années 2000, mais il est possible de remonter bien avant, aux jeux de tirs à la première personne dotés d'un moteur physique comme Quake (1996), qui ont vu les joueurs inventer des astuces pour gagner en vitesse, et ce au grand étonnement des développeurs, sans que ceux-ci n'aient prévu une telle émergence. La technique la plus connue n'est autre que le rocket-jumping, qui consiste à utiliser le lance-roquettes à même le sol pour engendrer un saut. Il faut attendre autour des années 2010 pour que le gameplay émergent "émerge" de nouveau. Des jeux dits "sandbox", comme Grand Theft Auto, Just Cause, ou encore Dishonored (jeu d'infiltration développé par des vétérans du premier Deus Ex) popularisent cette manière plus libre de penser les univers de jeu vidéo, laissant au joueur la liberté de découvrir des possibilités non prévues par les développeurs. Les développeurs comprennent vite l'engouement des joueurs pour ce type de gameplay et le caractère ludique des jeux avec un moteur physique. Le gameplay émergent est donc souvent considéré par les joueurs comme une manière de proposer son propre gameplay, mais aussi de rire avec les autres joueurs à cause d'une interaction physique disproportionnée due à la technique de ragdoll.
Si les moteurs physiques existaient déjà, ils vont gagner en complexité, devenir de plus en plus systémiques et être développés en monde ouvert. Le premier jeu proposant du gameplay émergent en monde ouvert et systémique est Metal Gear Solid V : The Phantom Pain de Kojima Productions, sorti en 2015. Il est le premier à proposer une physique systémique, complexe et extrêmement cohérente dans un monde ouvert, donnant ainsi ses lettres de noblesse au gameplay émergent ; il en fait moins une activité drôle, proche du glitch, qu'un acte d'intelligence exécuté avec soin et savamment orchestré par des joueurs aguerris. La destruction de lignes électriques, par exemple, créait une plus large zone de conductivité par temps de pluie. Le jeu reprendra une idée déjà présente dans Dishonored, à savoir de combiner ragdoll et slow motion pour permettre au joueur d'anticiper des réactions complexes de la physique qu'il souhaite provoquer, là où le gameplay émergent se jouait auparavant en temps réel. Metal Gear Solid V ou Dishonored utilisent la physique pour rendre l'infiltration plus interactive, plus audacieuse. Dans ces jeux, l'inventivité pour s'infiltrer est mise davantage en avant que le fait de rester caché. Ce type d'interaction sera largement exploitée dans The Legend of Zelda: Breath of the Wild (2017). Le jeu n'invente pas mais reprend l'idée d'une physique systémique en monde ouvert et la rend plus intuitive et plus accessible.

## Emergence intentionnelle
Dans les jeux à la physique complexe et possédant de nombreuses interactions entre les objets, il est possible de remplir un objectif du jeu d'une manière inconnue des développeurs. Deus Ex est souvent cité comme le jeu pionnier ayant popularisé le gameplay émergent, avec des idées intéressantes telles que l'utilisation des mines murales comme pitons pour escalader les murs.
Une telle émergence peut également se produire dans les jeux par le biais du gameplay non linéaire et d'un moteur physique, comme dans The Legend of Zelda: Breath of the Wild, où les joueurs continuent de découvrir des usages détournés des années après la sortie du jeu.

### Narration émergente
Certains jeux n'utilisent pas de scenario préétabli.
Ainsi, des jeux comme This War of Mine, un jeu de gestion-survie sorti en 2014, laissent les joueurs écrire leur propre récit avec seulement quelques règles narratives établies par les concepteurs (baisse de morale du protagoniste en cas de meurtre, interactions avec des PNJ, etc.).
Warren Spector, le créateur de Deus Ex, pense que le récit émergent manque d'impact émotionnel.

## Emergence involontaire

### Exploitation de bugs
Du gameplay émergent peut également venir de soucis techniques du titre. Minecraft est connu pour ses bogues multipliant les objets dans l'inventaire du joueur, déséquilibrant le jeu en serveur multijoueur.[réf. nécessaire]

### Changement d'objectifs de jeux
Le gameplay émergent inclut également l'apparition d'objectifs imprévus. Une balançoire bugée dans GTA IV a ainsi créé un concours de saut en longueur voitures au sein de la communauté.

## Exemples
(mars 2021).
- Grand Theft Auto V
- Red Dead Redemption II
- DayZ
- Crusader Kings 2
- Deus Ex
- Far Cry 2
- Minecraft
- Mount and Blade
- Metal Gear Solid V: The Phantom Pain
- STALKER: Shadow of Chernobyl
- Hitman™
- The Legend of Zelda: Breath of the Wild
- Dual Universe